# Derek Sankey
Derek Sankey, né le 17 décembre 1948, à Vancouver, en Colombie-Britannique, est un ancien joueur canadien de basket-ball.